# Federația Monegască de Fotbal
Federația Monegască de Fotbal (franceză Fédération monégasque de football) este organul conducător al fotbalului din Monaco. Ea nu este afiliată la FIFA sau UEFA, însă este membră a NF-Board.
Federația gestionează Echipa națională de fotbal a statului Monaco și trei competiții de cupă jucate în principat.